# Teodora Špirić
Teodora Špirić, művésznevén Thea Devy, vagy Teya (Bécs, 2000. április 12. – ) osztrák énekes és zeneszerző. Salenával közösen ő képviselte Ausztriát a 2023-as Eurovíziós Dalfesztiválon, Liverpoolban, a Who the Hell Is Edgar? című dalukkal, ahol a tizenötödik helyen végeztek. Két évvel később ő volt az egyik szerzője a 2025-ös Eurovíziós Dalfesztivál osztrák dalának, a Wasted Love-nak, mely megnyerte a versenyt JJ előadásában.

## Magánélete
Bécsben szerb szülőktől született. Gyermekkorának egy részét Kladovóban, Szerbiában töltötte, de később visszatértek a szüleivel Bécsbe. A legnagyobb zenei hatást Adele és Amy Winehouse zenéje gyakorolta rá.

## Pályafutása
2018-ban Špirić kiadta első kislemezét, mely a Waiting For címet viselte. A Judgement Day című dalával szerette volna képviselni Ausztriát a 2020-as Eurovíziós Dalfesztiválon, de az ORF belső zsűrije nem őt választotta végül. Ezt követően a szerb nemzeti válogatóműsorba, a Beovizijába benevezte ugyanennek a dalnak a szerb változatát, Sudnji dan címmel. A dalt Špirić szülei fordították le. 2020. január 9-én bejelentették, hogy az ő dala is bekerült a Beovizijába. A nemzeti válogatóműsor döntőjébe bejutott, ahol végül négy ponttal a 10. helyen végzett.
2021-ben a Starmania című osztrák tehetségkutató műsorba jelentkezett. Itt a legjobb nyolc énekesig jutott, éppen a döntő előtt ért véget számára a verseny. Később kiadta a Runaway (Stay) című dalt a horvát Ninskivel. Itt használta először a Teya művésznevet.
2023. január 31-én az ORF bejelentette, hogy Salenával, akivel a Starmania castingján ismerkedett meg, ők képviselhetik Ausztriát az Eurovíziós Dalfesztiválon. A dalukat egy zeneszerzői táborban írták Csehországban, és 2023. március 8-án mutatták be. A dalfesztivál döntőjében a tizenötödik helyen végeztek.
Ő volt az egyik szerzője JJ Wasted Love című dalának, amely végül megnyerte az Eurovíziós Dalfesztivált 2025-ben Ausztria képviseletében. Emellett társszerzője volt a Heaven Sent című dalnak is, amelyet Kristy Spiteri adott elő, és amely a második helyen végzett a 2025-ös máltai eurovíziós nemzeti válogatóban, valamint Dominik Dudek Hold the Light című dalának, amely a lengyel nemzeti döntőben végzett a harmadik helyen.
Špirić énekli a Bite Marks című dalt is, amely a League of Legends számára készült, és 2025. január 7-én jelent meg. 2025 márciusáig több mint 175 millió megtekintést ért el. A dalt Alex Seaver (Mako) és Sebastien Najand szerezte.

## Diszkográfia

### Kislemezek
- 2018 – Waiting For
- 2018 – What Christmas Is About
- 2018 – Collide
- 2020 – Sudnji dan
- 2021 – Runaway (Stay) (Ninskvel közösen)
- 2022 – Ex Me
- 2022 – Mirror Mirror (Truu-val közösen)
- 2022 – Criminal (Bermudával és DJ Spicy-val közösen)
- 2023 – Who the Hell Is Edgar? (Salenával közösen)
- 2023 – Making Grown Men Cry (Truu-val közösen)
- 2023 – Bye Bye Bye (Salenával közösen)
- 2023 – Ho Ho Ho (Salenával közösen)
- 2024 – Behind The Scenes
- 2024 – Hunger (Aikóval közösen)